# Az evolúció kritikai elemzése
„Az evolúció kritikai elemzése” (angol eredetiben Critical Analysis of Evolution) az intelligens tervezés mozgalmát elindító Discovery Institute középiskolai tanterv tervezete, mely az intelligens tervezés elméletét hivatott terjeszteni.
A koncepció szerves része és szlogene a Tanítsd a vitát kampánynak, mely az evolúció oktatásának aláásását és kreacionizmussal való helyettesítését célozza meg a természettudományos közoktatás tananyagában.
Az intelligens tervezés mozgalmának kampányaiban az evolúcióról bemutatott kép nagymértékben különbözik az evolúció tudományban uralkodó nézetétől, melyet a tudományos közösség gyakorlatilag teljes mértékben elfogad.
A Brian Alters, a McGill Egyetem pedagógiaprofesszora egy National Institutes of Health-ben közzétett cikkében megjegyzi, hogy a „tudósok 99,9%-a elfogadja az evolúciót”, míg az intelligens tervezést a tudományos közvélemény túlnyomó többsége elutasítja. Az American Association for the Advancement of Science nyilatkozata szerint nincsen említésre méltó vita a tudományos közösségben az evolúció elméletének érvényességéről.
A kampány más kritikusai szerint az evolúció kritikai vizsgálata nem több, mint a kreacionizmus és az intelligens tervezés újracímkézése, s így nincs helye a természettudományos oktatásban.